# Rhinoceros (gruppo musicale)
I Rhinoceros sono stati un gruppo statunitense attivo tra il 1967 ed il 1970.

## Storia
I Rhinoceros si formarono nel 1967 attraverso audizioni condotte dalla Elektra Records; non erano quindi una formazione organica di musicisti già esistente. Paul A. Rothchild, allora talent scout e produttore della Elektra, e il collega produttore Frazier Mohawk decisero di ingaggiare individualmente giovani musicisti di talento e di formarli insieme in un gruppo; tra questi, Danny Weis era stato un membro originale degli Iron Butterfly e aveva suonato nel loro album di debutto, Doug Hastings era stato per breve tempo un sostituto di Neil Young nei Buffalo Springfield, durante una delle partenze di Young dal gruppo e Billy Mundi era l'ex batterista dei Mothers of Invention.
La band registrò per la prima volta insieme come musicisti di supporto per l'album di debutto di David Ackles, pubblicato nel 1968; nello stesso anno fu anche pubblicato il loro primo album, e dopo alcuni cambi di formazione l'anno successivo venne pubblicato il secondo, entrambi con scarso successo. Molto più riusciti gli spettacoli dal vivo rispetto ai dischi

## Discografia

### Album
- 1968: Rhinoceros
- 1969: Satin Chickens
- 1970: Better Times Are Coming

### Singoli
- 1968: You're My Girl/I Will Serenade You
- 1969: Apricot Brandy/When You Say You're Sorry
- 1969: I Need Love/Belbuekus
- 1969: Back Door/In a Little Room
- 1970: Old Age/Let's Party
- 1970: Better Times/It's a Groovy World

## Formazione
- John Finley: voce
- Jerry Penrod: basso (1967-1969)
- Steve Weis: basso (1969)
- Peter Hodgson - basso (1969–1971)
- Danny Weis: chitarra
- Douglas Hastings: chitarra (1967-1969)
- Larry Leishman: chitarra (1969–1971)
- John Keliehor: percussioni
- Michael Fonfara: tastiere
- Alan Gerber: voce, pianoforte (1967–1969)
- John Keleihor: batteria (1967–1968)
- Billy Mundi: batteria (1968–1969)
- Duke Edwards: batteria, voce (1969–1970)
- Richard Crooks: batteria (1970)
- Malcolm Tomlinson: batteria (1970–1971)